# Perfect – Trójka Live
Perfect – Trójka Live – promocyjna kompilacja zespołu Perfect wydana w 2007 przez 3 Sky Media Presspublic na płycie kompaktowej.
Płyta zawiera zapis koncertu zespołu z okazji Dnia Dziecka z 1 czerwca 2001. Na albumie zawarta jest słowna zapowiedź Marka Niedźwieckiego.

## Spis utworów[2]
1. Zapowiedź Marka Niedźwieckiego
2. "Autobiografia"
3. "Dziś wolno"
4. "Nie raz"
5. Zapowiedź Grzegorza Markowskiego
6. "Ten moment"
7. "Lokomotywa"
8. "Idź precz"
9. "Kołysanka dla nieznajomej"
10. "Niewiele ci mogę dać"
11. "Wyspa"
12. "Opanuj się"
13. "Ale wkoło jest wesoło"
14. "Chcemy być sobą"
15. "Nie płacz Ewka"
16. "Po co"